# Koivusaari (ö i Finland, Södra Savolax, Nyslott, lat 61,75, long 29,34)
Koivusaari är en ö i Finland. Den ligger i sjön Pihlajavesi och i kommunen Nyslott i  landskapet Södra Savolax, i den sydöstra delen av landet, 290 km nordost om huvudstaden Helsingfors. Öns area är 15,1 hektar och dess största längd är 0,8 kilometer i sydöst-nordvästlig riktning.